# آآدونتا
آآدونتا (نام علمی: Aaadonta) نام یک سرده از زیرراسته ستون‌چشم‌داران است.
آآدونتا یک جنس از راسته حلزون‌های خاکی جزو جانوارن خشکی زی شش دار، از رده شکم پایان و از فرو رده نرم‌تنان جزو خانواده endodnotidea می بتشد. گونه‌های این جنس در جزار پالائو اندونزی زندمی می‌کنند.